# غسان عبود
محمد غسان عبود (من مواليد 1967) هو رجل أعمال وصاحب أعمال خيرية سوري مقره في دبي، وهو معروف أصلا بمؤسس مجموعة غسان عبود، المجموعة ذات النشاطات المتعددة التي مقرها الإمارات العربية المتحدة. في عام 2018، تمت تسمية غسان عبود ضمن قائمة أفضل خمسين مقيما من ذوي التأثير الأكبر في الإمارات العربية المتحدة من قبل فوربس ميدل إيست. ولا ينتمي غسان عبود إلى أي حزب سياسي.

## الحياة الشخصية
ولد محمد غسان عبود في 4 أغسطس 1967 في مدينة إدلب شمال سوريا. ويحمل أيضاً الجنسية البلجيكية. متزوج من ناهد نبهان ولديه خمسة أولاد. أكمل البكالوريوس في الآداب مختصا بالصحافة من جامعة دمشق، سوريا.

## الحياة المهنية
انتقل إلى الإمارات العربية المتحدة في سبتمبر 1992 حيث عمل أولاً في العلاقات العامة قبل تأسيس مجموعة غسان عبود في 1994. بدأت مجموعة غسان عبود العمل في تجارة السيارات الجديدة وقطع غيار السيارات. ومع مرور السنين، طوَّر غسان عبود أعماله إلى تجمع متنوع منخرط في العديد من القطاعات الاقتصادية. عام 2018، تمت تسمية غسان عبود في قائمة أفضل 50 مقيما في الإمارات العربية المتحدة من قبل فوربس ميدل إيست.

### المؤسسات

#### مجموعة غسان عبود
مجموعة غسان عبود (GAG)  هي تجمع شركات دولية تعمل في صناعات مثل السيارات واللوجستيات والإعلام والضيافة والعقارات والبيع بالتجزئة وأيضاً خدمات توريد الطعام. أسس عام 1994 ومقرها في دولة الإمارات العربية المتحدة منذ حوالي 25 سنة، وتستكمل مجموعة غسان عبود عملياتها التجارية بمكاتبها في أستراليا وبلجيكا والصين والأردن وتركيا.
في أكتوبر 2018، اعتمدت مجموعة غسان عبود كموزع لأسواق التصدير من قبل "HPCL Middle East FZCO" التابعة لشركة قطاع النفط الهندية العامة، «شركة هندستان المحدودة للبترول» (HPCL). تعمل مجموعة غسان عبود على تسويق منتجات الشركة من زيوت السيارات ومواد التشحيم الصناعية والإسفلت والمواد المذيبة في منطقة الشرق الأوسط. احتلت المرتبة السابعة والعشرين في قائمة أفضل خمسين شركة خاصة في الإمارات العربية المتحدة من قبل مجلة فوربس ميدل إيست في عددها الذي نشر في ديسمبر 2018.

#### غسان عبود للسيارات وقطع الغيار
بدأت الشركة أعمالها عام 1994 في الشارقة بالإمارات العربية المتحدة. بدأت العمل بالمركبات وقطع الغيار والملحقات، حيث تتعامل الشركة الآن بسيارات الركاب والمركبات التجارية والشاحنات والمعدات الثقيلة وقطع الغيار وزيوت التشحيم ومستلزماتها في بلدان عديدة، بالإضافة إلى خدمات لوجستية داخلية وخارجية وخدمات التخزين والقيمة المضافة والنقل والوثائق.
على مدى السنوات الخمس والعشرين الماضية، نمت شركة غسان عبود للسيارات وقطع الغيار لتصبح مختصة في حلول سلاسل التوريد الإقليمية والدولية للسيارات مع سوق يتعدى الـ 100 دولة انطلاقا من مركزها العالمي في الإمارات العربية المتحدة. كما أن لديها منشآت في مدينة خليفة الصناعية (كيزاد) في أبو ظبي ودبي ومراكز إضافية في بلجيكا والأردن.
في الوقت الحالي، تضم تجارة السيارات 350 موظفاً ضمن كوادرها في مقراتها المختلفة.

#### مجموعة كريستال بروك
أسس غسان عبود مجموعة كريستال بروك كوليكشن، كشركة إدارة ضيافة داخلية عام 2016 وذلك عن طريق عمليات الاستحواذ على عقارات فندقية في أستراليا. من مقرها الرئيسي في دبي، الإمارات العربية المتحدة، تم استثمار ما يقرب من 600 مليون دولار حتى الآن لاستحواذ وتطوير أصول الضيافة في أستراليا.  لديها ثلاثة مشاريع فنادق 5 نجوم – «ريلي»، وهو منتجع لمجموعة كريستال بروك، وفندق«بيلي»، وفندق«فلين» المقرر إطلاقه بحلول عام 2019، بالإضافة إلى «كريستال بروك لودج» وبيت الضيافة «ليتل ألبيون» في سيدني، و«كريستال بروك سوبر يخت مارينا» هو مرسى اليخوت الفاخرة، وسفينة بطول تسعين قدما ترسو في «بورت دوغلاس»، كوينزلاند، اسمها «أم - ڨي باهاما».
في عام 2018، تم تسمية غسان عبود المستثمر الدولي الرائد في مجال الضيافة وذلك لاستثماراته في مجموعة كريستال بروك في أستراليا.

#### لايف بوينت للإنتاج الفني
تأسست "لايف بوينت للإنتاج الفني عام 2008، وتنتج برامج إخبارية واجتماعية وسياسية تواكب الأحداث وتركز على المنطقة العربية. تزود الشركة برامج إلى كل من القنوات الأجنبية والعربية. وتشمل البرامج تقارير إخبارية، وبرامج متنوعة، وخدمات مداخلات حية واستوديو إلى جانب البرامج الترفيهية مثل الإنتاج المسرحي والسينمائي والعروض التلفزيونية والدبلجة والترجمة والتوزيع. مقرها في دبي في الإمارات العربية المتحدة ولديها فروع في كل من الأردن وإسطنبول.

#### أورينت ميديا
في عام 2008 أسس غسان عبود تلفزيون أورينت، وهي قناة فضائية. مقرها الحالي في دولة الإمارات العربية المتحدة، تبث قناة أورينت الأخبار والشؤون اليومية وبرامج الترفيه العامة إلى دول مجلس التعاون الخليجي والمشرق العربي وأجزاء من شمال أفريقيا. تلفزيون أورينت معروف بشعبيته وبتغطيته الموضوعية بين السوريين ولديه تصنيفات جيدة في العديد من البلدان. يتضمن مزيجُ برامجه الشؤون الحالية والأخبار والثقافة والترفيه. كلها تستهدف المشاهدين السوريين في العالم العربي. كما تبث القناة برنامجا للأطفال لتوعية الأطفال السوريين، الذين نزح الكثير منهم بسبب الصراع الدائر، حيث تشكل بديلا للنزاع والعنف.
راديو أورينت هي إذاعة سورية تبث محتوى متنوعا؛ الأخبار والاقتصاد والرياضة والبرامج الاجتماعية والموسيقا العربية. وتهدف إلى عكس ما تعتبره القيم الجماعية السورية والثقافة والحياة اليومية.
مركز أورينت للتدريب هو مركزتدريب متخصص مقره في دبي، إسطنبول وعمّان، يقدم دورات تدريبية قصيرة في مجالات الاعلام والإنتاج الفني مثل التقديم التلفزيوني والاذاعي، الصحافة، الأفلام الوثائقية، الإخراج...الخ ضمن بيئة تلفزيون وشركة إنتاج فني حقيقة.

#### جرانديوس سوبرماركت وخدمات توريد الطعام
أُسست جرانديوس عام 2017، وهي علامة تجارية للبيع بالتجزئة بسلسلة من المحلات المتخصصة، وشركة لتقديم خدمات توريد الطعام في دولة الإمارات العربية المتحدة. لها أكثر من خمسة فروع في دبي وأبو ظبي، وهناك خطط لفتح 20 متجراً آخر في المستقبل القريب. «جرانديوس كيترينغ» هو قسم متخصص في تقديم حلول توريد الطعام لقطاع البيع بالتجزئة، الشركات، قطاع الضيافة، وخدمات توريد الطعام الخارجية.
في ديسمبر 2018، حازت جرانديوس كيترينغ على جائزة أفضل شركة توريد طعام للعام في حفل جوائز «قادة الطعام والمشروباتF&B Leaders» لعام 2018 الذي أقيم في دبي - الإمارات.

#### جاليجا جلوبال للخدمات اللوجستية
تأسست جاليجا جلوبال للخدمات اللوجستية عام 2017، وهي تقدم حلولا متكاملة للشريك اللوجستي الثالث في الإمارات العربية المتحدة والمنطقة. في شهر مايو 2018، تم إنشاء مرفق لوجستي بمساحة 275,000 متر مربع في مدينة خليفة الصناعية (كيزاد) في أبو ظبي وذلك لتلبية احتياجات مرافق النقل اللوجستي للسيارات على نطاق واسع مع ساحة تخزين للمركبات ومستودعات وورش عمل ومكاتب وورش عمل لهياكل السيارات وفحص ما قبل التسليم.

#### الأعمال الرعوية
استثمرت مجموعة غسان عبود في الأعمال الرعوية في أستراليا، حيث تملك أرضا مساحتها 40.000 هكتار بطاقة استيعابية تبلغ 2500 رأس من الأبقار الولّادة. سيتم توفير اللحوم المنتجة للعملاء وكذلك لقطاع الضيافة في مجموعة غسان عبود.

## الجوائز والتكريمات
| المنظمة المانحة للجوائز            | اسم الجائزة أو التكريم                                                                   | سنة الجائزة أو التكريم |
| فوربس ميديل إيست                   | أفضل 50 مقيما من ذوي التأثير في الإمارات العربية المتحدة                                 | 2018                   |
| فوربس ميديل إيست                   | أفضل 50 شركة في الإمارات العربية المتحدة                                                 | 2018                   |
| بي إن سي ببليشيغ                   | المستثمر الرائد في الضيافة                                                               | 2018                   |
| إف آند بي أواردز                   | أفضل شركة توريد طعام للعام – جرانديوس كيترينغ                                            | 2018                   |
| أنتربرونور – انتربرايس أجيلتي أورد | التفوق في التجارة الدولية                                                                | 2018                   |
| كيرنز بوست                         | رقم 1 في قائمة الـ 50 شخصا الأكثر تأثيرا في TNQ (كوينزلاند) من قبل كيرنز بوست            | 2018                   |
| تروبك ناو                          | رقم 1 في قائمة أقوى 50 شخصا لعام 2017 في الصحيفة الأسترالية (تروبيك ناو)                 | 2017                   |
| تروبك ناو                          | الأعمال التنموية لمجموعة غسان عبود في كارنز سي بي دي تثير إعجاب رئيسة الوزراء الأسترالية | 2017                   |
| غلوبل غفت فونديشن                  | غلوبل غيفت أوارد فيلانثروبيرنور                                                          | 2015                   |

## الأعمال الخيرية
أسس غسان عبود أورينت للأعمال الإنسانية في عام 2012 لتوفير الخدمات الطبية والتعليمية والاجتماعية للعديد من السوريين الذين شردوا أو أصيبوا في الصراع السوري. تستقبل المنظمة أطباء من منظمات دولية مثل الجمعية الطبية السورية الأمريكية، والوكالة الأمريكية للتنمية الدولية، ومنظمة "Hand in Hand" من المملكة المتحدة. في عام 2015، حصل على جائزة «غلوبل غفت فيلانثروبيرنور فونديشن» تقديراً لعمله الإنساني.